# 2018年环广西自行车赛
2018年格力-环广西公路自行车世界巡回赛（Gree-Tour of Guangxi 2018）是第2届环广西自行车赛，属于国际自行车联盟最高级别的世界巡迴賽系列。赛事于2018年10月16日-21日举行，全程6个赛段，从北海开赛，途径钦州、南宁、柳州，在桂林完赛。和首届赛事相比，将原第二赛段“钦州-南宁赛段”调整为“北海-钦州赛段”。
最终天空车队的意大利车手詹尼·莫斯孔夺得总冠军，博拉-汉斯格雅车队的奥地利车手菲利克斯·格罗斯查特内尔和阿斯塔纳车队的俄罗斯车手谢尔盖·切尔涅斯基分获总成绩二、三名。此外，快步地板车队的荷兰车手法比奥·雅克布森收获冲刺积分王，AG2R拉蒙迪亚车队的瑞士车手希尔万·迪利尔获得爬坡王，最佳年轻车手的荣誉归于总冠军詹尼·莫斯孔，阿斯塔纳车队荣膺最佳车队。
除了男子赛事，先前2017年的环广西世界女子精英挑战赛于此年度升级为环广西女子公路自行车世界巡回赛，于2018年10月21日在桂林市进行比赛。阿斯塔纳女子车队的古巴车手阿伦尼斯·西耶拉获得总冠军。